# Pristerognathus
Pristerognathus is een geslacht van uitgestorven therapside therocephaliërs, bekend uit het late Midden-Perm (Capitanien) van Zuid-Afrika. Het leent zijn naam aan de Pristerognathus Assemblage Zone van de Beaufortgroep van Zuid-Afrikaanse geologische lagen.

## Naamgeving
Pristerognathus werd in 1895 beschreven door Harry Govier Seeley die de typesoort Pristerognathus polyodon benoemde. De geslachtsnaam betekent "zaagkaak" in het Grieks en de soortaanduiding "veeltand".
Het holotype is BMNH R2581, een snuit gevonden bij Tamboersfontein in een laag van de Middle Abrahamskraal Formation.
Veel andere soorten werden in de jaren daarna benoemd, zoals Pristerognathus baini, Pristerognathus platyrhinus, Pristerognathus minor en Pristerognathus vanderbyli, maar ze zijn sindsdien allemaal verwezen naar andere geslachten (zoals Glanosuchus en Pristerognathoides) of te twijfelachtig om toe te wijzen aan Pristerognathus. Als zodanig is Pristerognathus polyodon de enige definitieve soort van Pristerognathus.

## Beschrijving
Pristerognathus was een middelgrote therocephaliër met een schedel van vijfentwintig centimeter en een totale lengte tot honderdvijftig centimeter.
Deze dieren waren ongeveer zo groot als een hond en worden gekenmerkt door lange, smalle schedels met grote hoektanden.

## Levenswijze
Pristerognathus was een carnivoor. Hij leefde waarschijnlijk in bossen naast andere therapsiden als Lystrosaurus en Thrinaxodon en joeg op kleinere therapsiden en millerettiden waaronder misschien ook op jonge of zelfs volwassen exemplaren van Lystrosaurus.

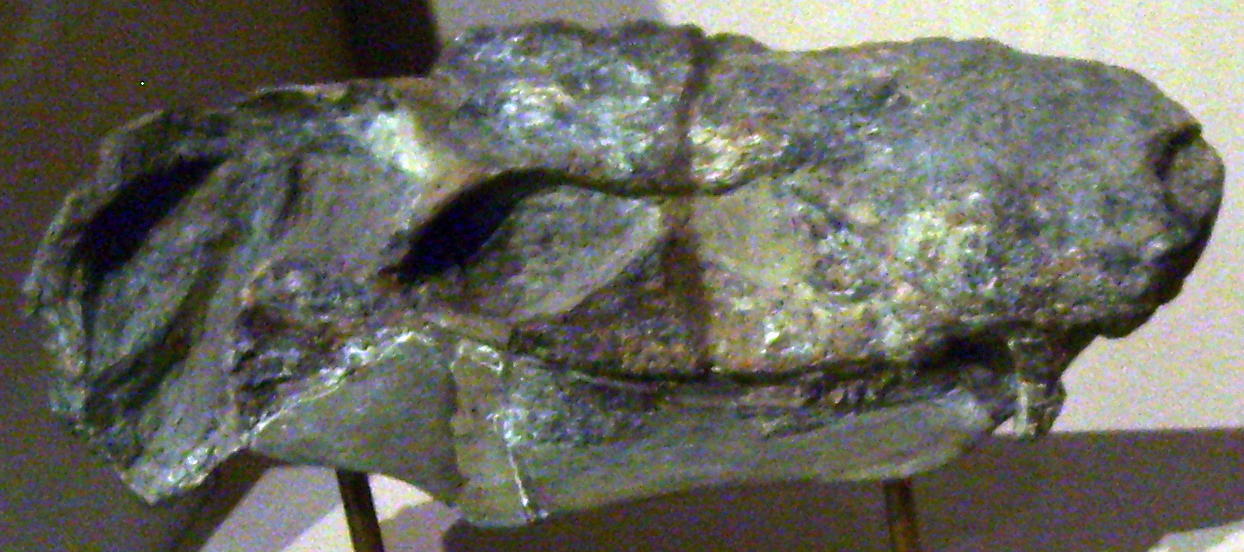
Schedel van Pristerognathus minor.
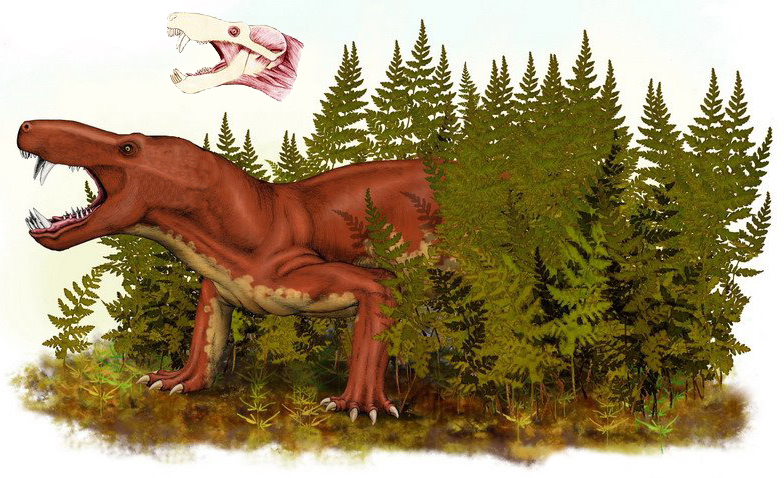
Reconstructie van Pristerognathus minor.